# AwardWallet
AwardWallet è un sito di tracciamento di miglia e punti per i viaggiatori assidui. È considerato il primo del genere, fondato nel 2004, e nel 2011 ha monitorato più di 400 siti. AwardWallet ha sede a Bethlehem, in Pennsylvania. Nel 2021 contava 700.000 utenti, nonostante alcune compagnie aeree abbiano bloccato l'accesso all'applicazione per problemi di privacy.
Nel 2012, AwardWallet è stato coinvolto in una serie di controversie con diverse compagnie aeree che negavano l'accesso al software di tracciamento di AwardWallet sui loro siti web.

## Storia
AwardWallet è stata fondata nel 2004 da Alexi Vereschaga e Todd Mera, due ex dipendenti e ingegneri software di Aelita Software Corporation. L'azienda ha iniziato con i programmi di ricompensa tracciando le transazioni degli utenti frequent flyer e successivamente ha ampliato i suoi servizi aggiungendo una serie di programmi di fidelizzazione dei clienti. AwardWallet ha aggiunto un'applicazione mobile per dispositivi iOS e Android nel 2010/2011.
Nel 2021, AwardWallet contava oltre 700.000 membri. Il software AwardWallet è stato discusso e citato nelle sezioni dedicate ai viaggi e alla tecnologia di media come il New York Times, la BBC, CNN, Bloomberg, Forbes, Imprenditore, Vox, Los Angeles Times, CNBC e The Wall Street Journal, tra gli altri.

## Tecnologia
Il software di AwardWallet è dotato di diverse API relative al settore dei viaggi, tra cui AwardWallet Email Parsing API, AwardWallet Web Parsing API e AwardWallet Account Access API. Ad esempio, l'Email Parsing API recupera le prenotazioni di viaggio dalle e-mail di conferma. Le prenotazioni di viaggio vengono poi analizzate dall'API per restituire i dati della prenotazione in un formato JSON strutturato. L'API di accesso al conto AwardWallet opera tramite il protocollo OAuth. L'API AwardWallet Web Parsing recupera il saldo del conto, il livello di appartenenza, la data di scadenza e altro ancora dai conti online. Inoltre, fornisce l'accesso agli itinerari di viaggio e all'attività storica del conto. Diverse fonti indicano che il software AwardWallet fa parte di un'economia API emergente.

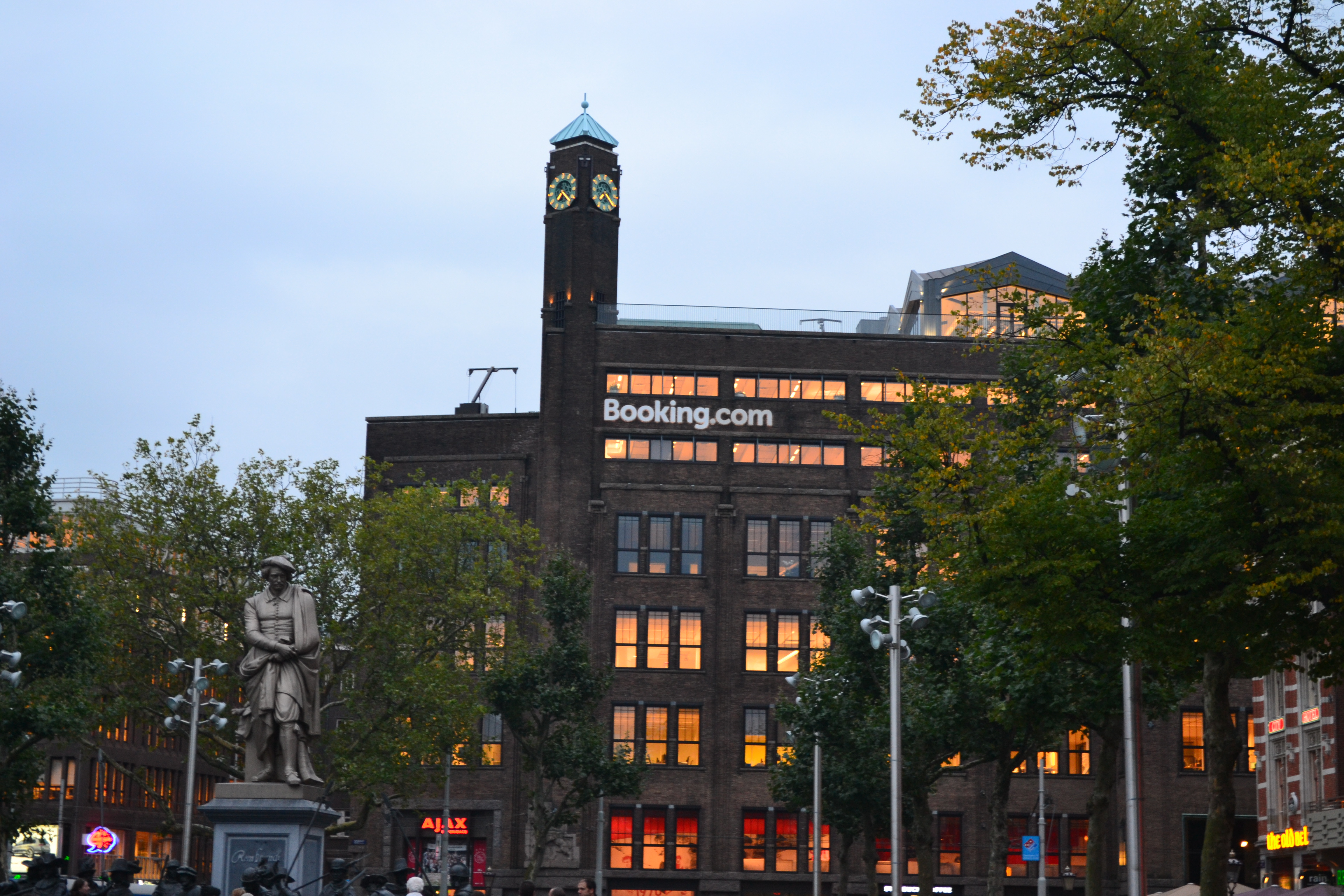
La sede di Booking.com ad Amsterdam

## Polemiche sulle compagnie aeree
AwardWallet è stata protagonista di una controversia legata al rifiuto delle compagnie aeree di avere programmi di tracciamento nei loro sistemi API. Alla fine del 2012, AwardWallet (insieme a TripIt e MileWise) ha ricevuto una serie di lettere di diffida da American Airlines, Delta, United Airlines e Southwest Airlines, che chiedevano ad AwardWallet di interrompere l'accesso ai loro siti web per il monitoraggio dei programmi di ricompensa delle miglia dei clienti. Nell'agosto 2013, American Airlines ha ripreso a utilizzare AwardWallet integrando il suo software nell'API dell'azienda.